# Jacques Henri Lartigue

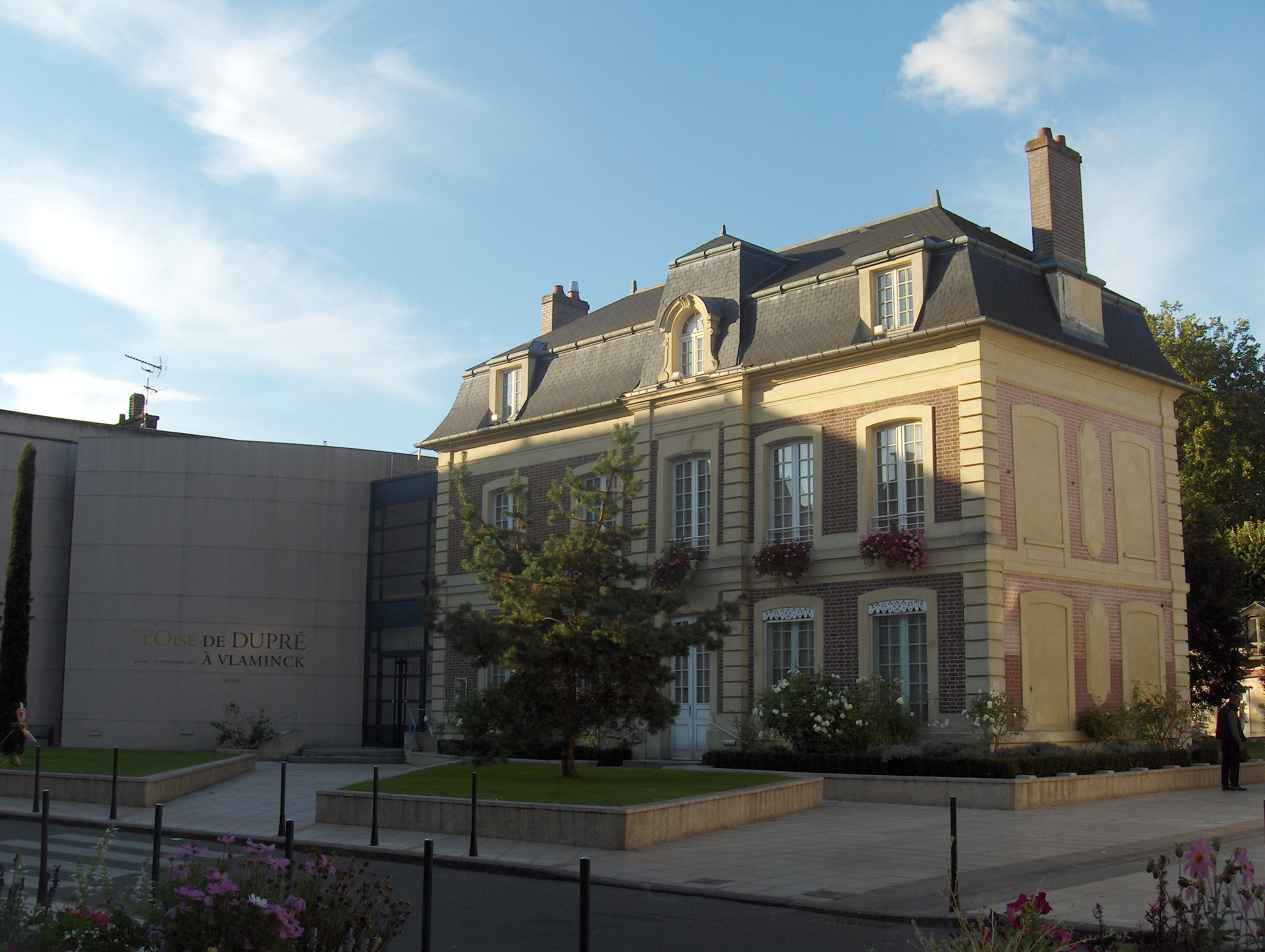
Centro de arte Jacques Henri Lartigue en L'Isle Adam.

Jacques Henri Lartigue (Courbevoie, 13 de junio de 1894 - 12 de septiembre de 1986) fue un fotógrafo y pintor francés.

## Biografía
Nació en Courbevoie en el seno de una familia acomodada, que se trasladó a vivir a París en 1899. Su padre que era banquero tenía afición por la fotografía y cuando Lartigue tenía siete años le regaló una cámara fotográfica de placas de formato 13x18 cm. Con ella destacó por sus fotos espóntaneas de las carreras de automóviles, aviones y fotografías de las mujeres de clase media y acomodada de París paseando por el Bois de Boulogne. Creó imágenes novedosas mediante el empleo de encuadres poco usuales, de diversas velocidades de obturación y trabajando casi siempre en blanco y negro y sólo algunas veces empleando el color.
En 1915 fue discípulo de Jean-Paul Laurens y Marcel Baschet en la Académie Julian por lo que comenzó a dedicarse a la pintura y abandonó en gran medida la fotografía. En 1922 expuso sus pinturas en los pasillos a la entrada de la galería Georges Petit de París. Posteriormente expuso en el Salón des Sports, el Salón de Otoño, el Salón d'Hiver, Salón de la Société Nationale des Beaux-Arts, la galería Bernheim Jeune y el Grand Palais. En particular, las pinturas de este período tienen como tema principal las flores y los coches, pero también retratos de personajes famosos  como Kees Van Dongen, Sacha Guitry, Marlene Dietrich, Greta Garbo, Georges Carpentier, Joan Crawford, Maurice Chevalier, Abel Gance, Yvonne Printemps y en 1930 Renée Perle, quien se convirtió en una de sus modelos favoritas y su acompañante.
En 1932 fue asistente de dirección y fotógrafo de la película de Alexis Granowsky, Les Aventures du Roi Pausole que era una adaptación al cine de una novela de Pierre Louÿs. En 1934 se casó con su segunda esposa, Marcella "Coco" Paolucci, pero el matrimonio duró sólo un par de años. En 1942 conoció a Florette Ormea que tenía veinte años y que en 1945 se convirtió en su tercera esposa.

## Obra
Hasta 1960 no obtuvo reconocimiento como fotógrafo, pero a partir de ese momento alcanzó gran prestigio exponiendo en 1963 en el MOMA después de que la revista Life publicase una serie de fotografías suyas en 1962. A partir de ese momento se publicaron numerosos libros y su obra se expuso por numerosas galerías y museos.
Su obra plástica incluye pinturas, fotografías de prensa, de moda, de temas generales. También fue quien hizo la fotografía oficial en 1974 a Valéry Giscard d'Estaing, Presidente de la República Francesa entre 1974 y 1981.
En 1979 cedió sus fotografías al Estado francés, incluyendo negativos, discos originales, diarios y cámaras. El conjunto de esta obra  eran un centenar de álbumes y varias decenas de miles de negativos, los más antiguos de los cuales datan de 1902. Sus pinturas que consistían en más de trescientos cuadros los donó a su amigo el alcalde de L'Isle-Adam y su mujer. Esta donación dio lugar a la creación en la ciudad de Val-d'Oise del Centro de Exposiciones Jacques-Henri Lartigue.
En el 2000 se creó la Fundación Lartigue que se unió a la Asociación de Amigos de Jacques Henri Lartigue creada en 1979 con lo que se dispone de una amplia documentación sobre su trabajo.
En 2010 se realizó en España su primera exposición retropectiva titulada Un Mundo Flotante. Fotografías de Jacques Henri Lartigue (1894-1986) con unas 230 piezas representativas de las distintas etapas y temáticas que abordó a lo largo de su vida. La exposición comenzó en Barcelona y después se exhibió en Madrid.
Entre los reconocimientos que ha recibido se encuentra dar su nombre a una calle en el V Distrito de París de París en 1995 y también a una estación de la línea 2 del tranvía que es la más cercana a la Ile-de-France.

## El efecto Lartigue
Una de sus imágenes más célebres es aquella donde un coche de carreras de la época se nos presenta deformado. Este fenómeno obtuvo el nombre de "efecto Lartigue". El 1906 Francia acoge por primera vez la primera carrera organizada por el Automobile Club de France. Lartigue, que es un gran amante de los coches y le encanta fotografiarlos por el efecto de dinamismo que producen, decide ir y el 26 de junio de 1912, con solo 18 años, toma la famosa fotografía. En la fotografía aparece un coche de carreras Dalage con las ruedas ovaladas y con las personas del fondo inclinadas hacia la izquierda. La fotografía se nos muestra deformada por la velocidad. La cámara que utilizó Lartigue fue una cámara Ica réflex con placas de 9x12cm fabricada por la compañía Ica A.G. en Dresde, Alemania. Las imágenes se capturaban con placas de vidrio. En aquella época los tiempos de exposición eran muy altos y además el obturador era una persiana que subía de arriba abajo en el momento de hacer la fotografía. Así pues, se producía una impresión gradual de las placas. No había ningún problemas con los sujetos estáticos pero cuando el fotógrafo intentaba fotografiar algo en movimiento, estas aparecían con este efecto producido por la impresión gradual de la imagen en la película. En la fotografía de Lartigue, además de la deformación de las ruedas, hay una deformación del público, que está estático al fondo.Esto es debido por el hecho que Lartigue, en el momento de tomar la fotografía, se desplazó ligeramente hacia el sentido del coche. Esto también justifica por qué los conductores aparecen enfocados casi a la perfección.

## Filmografía sobre Lartigue
- 1966 - El Mago  - dirigida por Claude Fayard.
- 1970 - La familia Lartigue  - dirigida por Robert Hughes.
- 1972 - Jacques Henri Lartigue  - dirigida por Claude Gallot.
- 1974 - Jacques Henri Lartigue  - dirigida por Claude Ventura.
- 1980 - Jacques Henri Lartigue, fotógrafo  - dirigida por Fernand Moscovitz.
- 1980 - Jacques Henri Lartigue pintor y fotógrafo  - dirigida por Francois Reichenbach y producción de Jacques Séguéla para Antenne 2.
- 1982 - Jacques Henri Lartigue - El Gran Maestro de fotógrafos  - dirigida por Peter Adán.
- 1984 - Jacques Henri Lartigue - La Belle Epoque  - producido por ABC / Metropolitan Museum of Art, Nueva York
- 1985 - Diario de un siglo  - dirigida por Carl-Gustav Nykvist.
- 1999 - Jacques Henri Lartigue - El siglo en positivo  - dirigida por Philippe Kohly.